# Stefan Szczesny
Pour les articles homonymes, voir Szczesny.
 (janvier 2021).
 (décembre 2021).
Stefan Szczesny, né à Munich le 9 avril 1951, est un artiste allemand.

## Biographie

### Enfance et formation
Fils de la dramaturge Martha Meuffels et de l'écrivain-philosophe Gerhard Szczesny (de), Stefan Szcezesny se détourne dans ses jeunes années du caractère, plutôt sobre et analytique, du foyer familial pour se consacrer à la musique et à la peinture. C'est notamment le philosophe Ludwig Marcuse, un ami de son père, qui le soutient dans son projet de devenir artiste.
Après la Grundschule et le Gymnasium , il fréquente de 1967 à 1969 une école privée d'arts libres et appliqués à Munich avant de reprendre ses études artistiques à l'Académie des beaux-arts de Munich et d'histoire de l'art et de philosophie à l'Université de Munich. Pendant ses études, Stefan Szczesny travaille comme dessinateur archéologique à l'université et comme critique d'art pour le journal Abendzeitung à Munich.

### Débuts
Sous l'influence de son maître Günther Fruhtrunk, Szczesny s'oriente d'abord vers la peinture abstraite. Il étudie entre autres les œuvres de Piet Mondrian, Barnett Newman et Ad Reinhardt. Sa bourse d'études du DAAD et son séjour à Paris en 1975/1976 marquent le retour progressif de Szczesny à la peinture figurative. Cette évolution se poursuit grâce à un séjour que Szczesny effectue à la Villa Romana à Florence et au cours duquel il étudie la Renaissance italienne.
Pour Szczesny, le retour à la peinture figurative représente l'application d'un art « à la recherche d'un lien avec la vie ». En 1985, il affirme : « Cela fait une grande différence si lorsqu'on peint on pense à des sphères, des cônes et des cylindres ou bien à une belle femme. Le matériel de départ, l'association figurative, que ce soit un être humain ou un paysage sont très importants pour ne pas tomber dans le formalisme ».
En 1974 il épouse Mechthild Moldenhauer. Son premier fils, David, naît en 1975 pendant son séjour à Paris en tant que boursier de la DAAD. Sa fille Sarah voit le jour en 1979.

### Rundschau Deutschland et la percée au sein des «nouveaux fauves»
En 1981, Szczesny s'installe à Cologne et organise avec l'artiste danois Troels Wörsel l'exposition « Rundschau Deutschland » qui est d'abord présentée à Munich puis à Cologne dans le cadre  de la manifestation « Westkunst » sous la direction de Kasper König.
Les œuvres exposées proviennent d'une jeune génération de peintres figuratifs, « Les nouveaux fauves », et sont caractérisées par un style fortement expressif et impulsif. Bien que les tableaux hauts en couleur, et dont la technique ne se soucie guère des finesses, agressent parfois et se heurtent à des critiques, ils présentent un intérêt historique et artistique et attirent une forte attention sur les jeunes peintres. L'ouvrage Hunger nach Bildern (« La faim de peinture ») de Wolfgang Max Faust (de) et Gerd de Vries, publié peu de temps après, documente cet intérêt pour le nouvel art figuratif.
Szczesny, lauréat du prix de Rome de la « Preußische Akademie der Künste », vit en 1982 et 1983 dans la Villa Massimo de Rome et se consacre à l'Antiquité romaine. Il crée une série de « toiles romaines » qui donnera naissance en 1984 à l´exposition de cinq toiles grand format inspirées des Métamorphoses d'Ovide dans la « Glyptothek » de Munich,.
Szczesny devient l'éditeur du journal Malerei. Painting. Peinture de 1984 à 1988. En 1988 le « Landesmuseum » de Bonn sous la direction de Klaus Honnef présente la première rétrospective des œuvres de Szczesny. En 1989, il publie en tant qu'éditeur l'ouvrage Maler über Malerei dans lequel des propos de différents peintres figuratifs contemporains sur leur propre pratique de la peinture sont recueillis (sous la forme d'essais et de conversations).
En 1987 puis 1989 naissent ses fils Roman et Aurel.

### Les Caraïbes, New York et le sud de la France, la «Szczesny Factory» et les premiers projets d’architecture
Après plusieurs séjours en Méditerranée dans les années 1980, Szczesny séjourne pour la première fois aux Caraïbes en 1990, qui constitueront par la suite une référence au sein de son œuvre comme en témoignent les séries de toiles « Jamaica » ou « Moustique ». Il crée aussi des œuvres sur l’Île Sainte-Lucie.
Dans les années 1991 et 1992, Szczesny se consacre plus particulièrement au théâtre. Après avoir fait ses premiers pas dans les années 1980 en produisant des décors pour une mise en scène de « Faust » à Munich, il prend en charge la décoration artistique de la mise en scène de l’opéra « Dunkles Haus » de Robert HP Platz à l’Opéra de Munich et, plus tard, de celle de « Kabale und Liebe » de Schiller sous la régie de Gert Pfafferodt.
En 1993, il participe avec Elvira Bach au projet artistique Fiunara d'Arte en Sicile. En parallèle, il passe la plupart de ses étés à Ramatuelle où il crée de nombreuses toiles en plein air. En 1994, l’artiste s’installe dans un atelier de New York où il fait la connaissance de sa seconde femme Eva Klein et y séjournera en majeure partie jusqu’en 2001.
En 1996, l’expérience de la scène artistique new yorkaise lui donne l’envie de créer la « Szczesny Factory », société à but commercial comprenant sa propre maison d’édition. Fondée à l’origine à Cologne, la Szczesny Factory siège entretemps à Berlin. La « Factory » permet à l’artiste de réaliser de grands projets artistiques en coopération avec d’autres sociétés[réf. souhaitée].
Durant ces années, Szczesny se concentre sur des projets de type architecturaux. Déjà en 1985, Szczesny remarque : « Ce n’est pas tout de disposer ses œuvres dans les musées modernes d’aujourd’hui. L’architecture et la peinture doivent reformer une unité »[source secondaire nécessaire]. Ses modèles sont les grands artistes de la Renaissance qui ne sont pas seulement peintres et sculpteurs mais aussi architectes. Le premier projet de ce genre est la réalisation d'une grande fresque du plafond dans le Lindencorso de Berlin . À partir de 1998 commence la réalisation artistique de l’hôtel Bahia à Estepona.
À la suite de plusieurs séjours sur l’Île Moustique dans les Caraïbes, il épouse y Eva Klein en 1999. Ils donnent naissance à deux fils, Felix (né en 1997) et Anton (né en 2000). 

### Exposition universelle à Hanovre: The Living Planet
En l’an 2000 Szczesny crée sur la demande du WWF une « Carte du monde de la vie » composée de tableaux muraux de grand format en céramique pour l’Exposition Universelle 2000 à Hanovre. Le thème en est une étude de la liste du WWF « Global 200 » des régions écologiques qui nécessitent d’être protégées. Le projet comprend 12 tableaux en céramique de dimensions 330 x 830 cm chacun et qui entourent le pavillon du WWF tel un paravent.

### Vie et travail à Saint-Tropez
En 2001, Szczesny déménage et s’installe avec sa famille à Saint-Tropez. Après un séjour d’un an de travail à Séville en 2001/2002, le film « Szczesny-The Film » du régisseur Curt Faudon (en) sur la vie et l'œuvre de Szczesny est présenté en avant-première au 55e Festival de Cannes.
Pendant ces années il poursuit la réalisation de projets architecturaux comme la création artistique au sein de projets de construction dans le sud de la France. Après deux années de travaux préliminaires, il réalise aussi un projet artistique portant le titre « Un rêve de paradis terrestre » qui vise à transformer l’Île de Mainau en œuvre d’art globale. Cette œuvre d’art englobe céramiques, sculptures et tableaux en arrangements floraux ainsi qu’un dirigeable de type Zeppelin NT sur lequel sont apposés des nus féminins de Szczesny.

Durant ces années, les sculptures en acier dénommées « sculptures d'ombre » et, dans la période de 2008 à 2013, une série de « toiles dorées » grand format conçue en hommage à Lucas Cranach l'Ancien et présentée en 2013 dans une exposition au château de Sigmaringen constituent les axes principaux de son art. Szczesny revient alors à une peinture grand-format qu'il peut maintenant aisément réaliser grâce à la construction en 2011 de son nouvel atelier.

2014 „Métamorphoses méditerranéennes“, Rétrospective, Palais des papes, Avignon

### Szczesny et le Jaguar Art Project
Szczesny devient l'ambassadeur de la marque de la marque d'automobiles Jaguar en 2011. De cette collaboration naissent plusieurs projets dont une exposition itinérante « Les sculptures d´ombres de Szczesny » à Saint Moritz, sur l'île de Sylt et à Saint-Tropez en 2011, une exposition de toiles, de céramiques et de sculptures au « Palmengarten » de Francfort en 2012.

"Sculpture 2005-2017" Rétrospective, Citadelle, Saint-Tropez

### 2014: exposition au Palais des Papes à Avignon
En 2014 l'œuvre de Szczesny est présentée dans une rétrospective au Palais des papes d'Avignon. Elle est organisée par Frédéric Ballester, directeur du centre d'art « La Malmaison » à Cannes. Cet événement est la concrétisation d'un vœu de Szczesny d'exposer en ce lieu qui date des années 1970, époque à laquelle Picasso lui-même y expose ses œuvres. Szczesny dédie sa plus grande sculpture à ce jour à la rétrospective, une construction en acier poli de 6.5 m de haut : « l'arbre de la vie ».

### 2017: rétrospective de sculptures sur la citadelle de Saint-Tropez
C'est sur invitation de la Ville de Saint-Tropez que Szczesny réalise une exposition rétrospective présentant plus de cinquante de ses sculptures à la Citadelle.

### 2019: Szczesny aux Baux-de-Provence
Du 1er juin au 15 octobre 2019, Szczesny est invité à mettre en scène ses œuvres dans le lieu historique des Baux-de-Provence,. Il expose des découpes en métal, sculptures en verre soufflé, céramiques, portraits sur toile et peintures sur photographies dans toute la ville.

### 2020: Création du Fonds de dotation «Szczesny Art Foundation - Saint-Tropez»
Cette année est marquée par la création du Fonds de dotation « Szczesny Art Foundation - Saint-Tropez » qui a pour vocation principale de faire connaître et de promouvoir l'œuvre de Stefan Szczesny en France et à l'international.

### 2021: Exposition de sculptures monumentales au Parc du Château de la Moutte
Stefan Szczesny expose douze sculptures colorées du 1er août au 17 octobre 2021. Cette exposition a été organisée en collaboration avec le Festival « Les Nuits du Château de la Moutte », le Conservatoire du Littoral et la Ville de Saint-Tropez.

### 2022: le Szczesny Art Project à Grimaud
Pour la saison estivale de 2022 Stefan Szczesny expose à Grimaud. Les visiteurs pouvaient découvrir ses sculptures monumentales colorées, des installations réparties dans le village (près du Moulin Saint-Roch, dans les ruines du Château, sur le Parvis de la Mairie, sur la Place de l’Eglise Saint-Michel, à l’entrée de la Chapelle des Pénitents…) et ses alentours (notamment Port-Grimaud, la Pépinière Pierre Basset…), tout comme ses peintures ornant certains murs du Village. Une série de céramiques ainsi qu‘un ensemble d’œuvres sur papier ont été exposés dans la Maison des Arcades, un des espaces d’exposition de Grimaud. Des sculptures en verre et des toiles récentes du peintre sont également montrées au Studio Paon, situé Place de l’Église.

## Expositions

### Expositions individuelles (sélection)
- 1976 Goethe-Institut, Paris
- 1979 „Sieben Gemälde“, Städtische Galerie im Lenbachhaus, Kunstforum München
- 1980 „Perspektiven '80“, Art II, Basel
- 1981 „Papierarbeiten 1977–81“, Galerie Friedrich and Knust, München
- 1983 „Immagini Romane“, Villa Massimo, Rom
- 1984 „Metamorphosen“, Glyptothek und Staatliche Antikensammlung, München
- 1985 „Gemälde und Papierarbeiten“, Kunstverein Pforzheim, Reuchlinhaus
- 1988 „Szczesny 1978–1987“, Rheinisches Landesmuseum, Bonn
- 1989 „Papierarbeiten“, Goethe-Institut, Madrid
- 1990 „Gemälde und Papierarbeiten 1969–1989“, Kunstverein Mannheim
- 1991 „Portraits (Idole – Mythen – Leitbilder)“, Kunstverein Heidelberg
- 1992 „L’annunziazione della Pittura“, Arte Contemporanea Hirmer & Museo Comunale, Greve in Chianti
- 1992 „Portraits“, Kunsthalle Bremen
- 1993 „Caribbean Style“, Neue Galerie der Stadt Linz (später auch Lok Gallery, New York)
- 1994 „Portraits“, Nikki Diana Marquardt Gallery, Paris
- 1994 „Musikerportraits“, Kölner Philharmonie
- 1996 „Eva dancing with the mirror“, Fassbender Fine Art, Chicago
- 1997 „Szczesny, 1975–1996“, Haus am Lützowplatz, Berlin
- 1997 Keramik, Badisches Landesmuseum, Karlsruhe
- 1997 Gemälde und Keramik, Gerhard-Marcks-Haus, Bremen
- 1998 „Szczesny – Côte d’Azur“, Kunsthalle Emden
- 1998 „La joie de vivre“, Museo del Grabado Español Contemporáneo, Marbella
- 1999 „Côte d'Azur“, Museum Moderner Kunst, Wörlen – Passau

- 1999 „Painting meets photography“, Fondazione Levi, Venice
- 1999 „Szczesny. Côte d'Azur“, Espace Bonnard, Le Cannet (bei Cannes)

- 2000 „The Living Planet“, Expo 2000 Hannover
- 2001 „Luxe, calme et volupté … ou la joie de vivre“, Centre d’art La Malmaison, Cannes
- 2003 „Ein Fest für die Augen“, Musée Gustav-Lübcke (de), Hamm

- 2004 „Mediterráneo – La Estética del Sur“, Ses Voltes–Centre d’Exposicions, Palma de Mallorca
- 2005 „Images érotiques“, Kunsthalle de Mannheim
- 2007 „Ein Traum vom irdischen Paradies“, Insel Mainau
- 2007 Fotoübermalungen und Schattenskulpturen, Villa Aurélienne, Fréjus
- 2008 Keramikskulpturen, Villa Domergue, Cannes
- 2010 “Szczesny diary: St. Tropez, New York, Mustique”, 532 Gallery Thomas Jaeckel, New York
- 2011 Schattenskulpturen in Saint-Tropez, Ville de Saint-Tropez[29]
- 2011 Skulpturen und Gemälde, Kunsthalle Worpswede
- 2011 Skulpturen und Gemälde, Künstlerhaus am Lenbachplatz, München
- 2012 “Szczesny in Frankfurt” & „Kunstgarten Palmengarten“, Stadt Frankfurt und Palmengarten Frankfurt
- 2013 “Blühende Welten”, Schloss Sigmaringen, Sigmaringen
- 2014 "Métamorphoses méditerranéennes", Palais des Papes, Avignon[30]
- 2017 "Sculpture 2005-2017" Rétrospective, Citadelle, Saint-Tropez[31]

2019, exposition aux Baux-de-Provence

- 2019 Peintures, sculptures, verres soufflés et céramique, les Baux-de-Provence[24]
- 2020 "Stefan Szczesny - Neue Bilder/Recent Paintings", Geuer & Geuer Art Gallery, Düsseldorf et projection du film "Stefan Szczesny : Maler, Magier und Meer"[32] (avec la participation de Wolfram Kons) sur NTV-Art
- 2021 "Stefan Szczesny : Hommage à Max Ernst - Peintures", Beddington Fine Art, Seillans
- 2021 "Stefan Szczesny : Sculptures monumentales au Parc du Château de la Moutte", Saint-Tropez
- 2021 « Stefan Szczesny : Peintures et sculptures sous le soleil de Saint-Tropez », Salle Jean Despas, Saint-Tropez
- 2022 «Szczesny Art Project », Grimaud

Plusieurs autres expositions individuelles ont eu lieu dans les galeries suivantes : Galerie Jamileh Weber (Zürich), Galerie Brinkmann (Amsterdam), Octavia Art Gallery (New Orleans), Galerie Pfefferle (München), Galerie Holtmann (Köln), Galerie Hilger (Wien), Frankfurter Kunstkabinett Hanna Bekker vom Rath, Galerie Mönch (Bremen), Galerie Beck & Eggeling (Düsseldorf), Galerie Terminus (München), Galerie Ludorff (Düsseldorf)

### Expositions de groupe (sélection)
- 1976 „Les Grands et les Jeunes“, Petit Palais, Paris
- 1980 Jürgen-Ponto-Stiftung, Frankfurt am Main
- 1980 XII. Festival International de la Peinture, Cagnes-sur-Mer
- 1980 „Kunst und Kritiker“, Kunstverein München
- 1981 „Rundschau Deutschland“, Cologne et Munich
- 1982 „5 aus Köln“ (avec Walter Dahn, Jiri Georg Dokoupil, Gerard Kever et Andreas Schulze), Six Friedrich Galerie, Munich
- 1982 „Die neue Künstlergruppe: Wilde Malerei“ (avec Anzinger, Dahn, Dokoupil), Im Klapperhof, Cologne
- 1982 „Variationen und Sequenzen“, Kunstmuseum Düsseldorf
- 1984 „Zwischenergebnis: Neue Deutsche Malerei“, Neue Galerie am Landesmuseum Johanneum Graz
- 1987 „Skulpturen von Malern“, Kunstverein Mannheim, Mannheim
- 1987 „Beelden van Schilders“, Musée van Bommel van Dam (de), Venlo, Niederlande
- 1987 „Made in Cologne“, DuMont Kunsthalle, Cologne
- 1987 „A Propos de dessin“ (with Allington, Fletcher, Kounellis, et al.), Maeght Gallery, Paris
- 1991 „A Dialogue of Images“, Contemporary American and German Painting, Galerie Pfefferle, Munich
- 1991 „Artists support Roma“, Anzinger, Dahn, Dokoupil, Kasseböhmer, Szczesny, Trockel, Église Saint-Pierre de Cologne (de)
- 1998 Venezia Aperto Vetro – International New Glass, 16. Oktober, Venise
- 1998 „Elvira Bach & Stefan Szczesny“, Vetri e Dipinti – Paintings und Glas Sculptures, Galeria Luchetta, Murano (Venedig)
- 1998 „CologneKunst“, Kunsthalle Köln, Cologne
- 2000 „Il Paradiso“, Neue Galerie der Stadt Linz, Linz
- 2000 „De la couleur et du feu“, Céramiques d'artistes de 1885 à nos jours, Musée de la Faïence, Château Pastré, Marseille
- 2002 „paper art 8: Turbulences in Paper“, Leopold Hoesch Museum, Düren
- 2007 Art Seasons Cape Town, 4.2 -4.3, Kapstadt, Afrique du Sud
- 2010 „Stilleben“, Stefan Szczesny and Elvira Bach, Galerie Voigt, Nürnberg
- 2014 „De l’expressivité primitive au regard inspiré“, Centre d’art La Malmaison, Cannes
- 2015 Exposition de sculptures et de céramiques, Villa Domergue, Cannes
- 2016 Participation à Art Karlsruhe et Art Cologne avec la Galerie Kellermann
- 2017 "Spirit of colours", Aaart Foundation, Kirchberg
- 2019 Stefan Szczesny and Markus Herbicht : "Art & Food", Berlin Art Week, Schmelzwerk (Sarotti-Höffen)
- 2020 Stefan Szczesny, « Sylt Art Fair », Geuer & Geuer, Düsseldorf – Sylt

### Publications de Stefan Szczesny (Sélection)
- Malerei. Painting. Peinture (Zeitschrift, 5 Nummern erschienen), Edition Pfefferle, 1984–1988
- Maler über Malerei, DuMont Verlag, Cologne 1989

### Publications sur Stefan Szczesny (Sélection)
- 1981: Doris Schmidt, „Die zornigen Dreißigjährigen“ (pour la Rundschau Deutschland), Süddeutsche Zeitung du 14./15. mars 1981
- 1981: Helmut Schneider, „Pubertierende Malerei“ (pour la Rundschau Deutschland), Die Zeit du 20. mars 1981
- 1981: Wolfgang Max Faust, „'Du hast keine Chance. Nutze Sie!' With it and against it. Tendencies in recent German art“, dans Artforum International, septembre 1981
- 1984: Stephan Schmidt-Wulffen, „Erotisches Spiel mit dem Schattenmann“, art 8/1984
- 1985: Hanns Theodor Flemming, „Szczesny: Badende“, Weltkunst 12 (Juni 1985)
- 1992: Donald Kuspit, „Stefan Szczesny – DuMont Hall“, Artforum 11/1992
- 1995: Marie-Luise Syring, „La peinture au tournant“, artpress spécial No. 16
- 1997: Peter Schmitt, „Stefan Szczesny – Gefäße und Skulpturen“, Neue Keramik 11/1997
- 2005: Ruth Händler, „Den Blumenstrauß malen“, Handelsblatt du 25.–27. février 2005
- 2014: Patrick Le Fur, „Stefan Szczesny – La joie de vivre et de créer“, Art Passion No. 38

### Livres et catalogues d'expositions (Sélection)
- 1988: Klaus Honnef et al. (Hrsg.), Stefan Szczesny. Bilder 1978–1987, Rheinland Verlag, Cologne,  (ISBN 3-7927-1006-4)
- 1991: Wilfried Dickhoff (Hrsg.), Szczesny. Portraits 1989–1991. Idole – Mythen – Leitbilder, Harenberg Verlag,  (ISBN 3-611-00254-2)
- 1995: Donald Kuspit (de), Szczesny. DuMont Kunstbuchverlag, Cologne 1995[33]  (ISBN 3-7701-3399-4)
- 1997: Szczesny. Skulpturen und Keramik, Catalogue d'exposition Gerhard Marcks-Haus, Bremen,  (ISBN 3-924412-27-8)
- 1998: Achim Sommer (Hrsg.) Szczesny. Côte d'Azur, Catalogue d'exposition Kunsthalle Emden, Cantz Verlag, Ostfildern
- 2000: Szczesny, The Living Planet, WWF/Expo 2000, Szczesny Factory, Cologne 50670,  (ISBN 3-00-006163-0)
- 2001: Frédéric Ballester (Hrsg.), Szczesny. Luxe, calme et volupté … ou la joie de vivre, Catalogue d'exposition, Centre d'art La Malmaison, Cannes
- 2002: Szczesny. Mustique, teNeues Verlag, Kempen,  (ISBN 3-8238-5591-3)
- 2004: Szczesny. Catalogue raisonné of prints, 1981–2003, Szczesny Factory & Publishing GmbH Berlin, Berlin,  (ISBN 3-9808881-3-4)
- 2005: Rolf Lauter (Hrsg.), Szczesny. Images érotiques, Edition Braus im Wachter Verlag, Cologne,  (ISBN 3-89904-161-5)
- 2007: Andreas Lück (Hrsg.), Szczesny Insel Mainau. Ein Traum vom irdischen Paradies, Prestel Verlag, Munich,  (ISBN 978-3-7913-3916-0)
- 2009: Andreas Lück (Hrsg.), Szczesny. Saint-Tropez, Szczesny Factory & Publishing GmbH Berlin, Berlin,  (ISBN 978-3-9808881-8-9)
- 2011: Frédéric Ballester, Szczesny. Méditerranée. L'esprit du sud, Szczesny Factory & Publishing & Gallery GmbH Berlin, Berlin, 2011,  (ISBN 978-3-9813406-4-8)
- 2012: Donald Kuspit, Szczesny: Neue Wilden works from the 80s. Szczesny Factory & Publishing GmbH Berlin, Berlin,  (ISBN 978-3-9813406-8-6)
- 2014: Szczesny. Métamorphoses méditerranéennes, Ausstellungskatalog zur Retrospektive im Papstpalast, Avignon, Szczesny Factory & Publishing GmbH Berlin, Berlin,  (ISBN 978-3-9813406-6-2)
- 2015: Szczesny. Best of Saint-Tropez, Szczesny Factory & Publishing GmbH Berlin, Berlin,  (ISBN 978-3-9813406-7-9)
- 2017 : Stefan Szczesny - Sculptures 2005-2017, Citadelle de Saint Tropez-Musée d’Histoire Maritime
- 2018 : Picture Book : Szczesny - Best of Mustique
- 2019 : Szczesny - Les Baux-de-Provence, Texte : Frédéric Ballester, Ed. Szczesny Factory
- 2019 : Szczesny - The Dance - Context Art Miami Catalog, Texte : PhD Hans-Joachim Petersen, Ed. Szczesny Factory
- 2020 : Szczesny - Surfin' Saint-Tropez, Texte : PhD Hans-Joachim Petersen, Ed. Szczesny Factory
- 2021 : Szczesny : 12 sculptures au Parc du Château de la Moutte, Texte : Frédéric Ballester, Ed. Szczesny Factory
- 2022 : Szczesny Art Project Grimaud, Texte : Celine Seidler-Bahougne, Ed. Szczesny Factory [34]